# Oneness: Silver Dreams – Golden Reality
Oneness: Silver Dreams – Golden Reality je studijski album Devadipa Carlosa Santane, ki je izšel leta 1979. To je eden izmed njegovih solo albumov (Illuminations in The Swing of Delight), ki je izšel pod njegovim sanskrtskim imenom Devadip Carlos Santana, ki mu ga je dodelil guru Šri Činmoj. Pri snemanju albuma so sodelovali člani skupine Santana, album pa vsebuje predvsem instrumentalne skladbe in balade. Kritik Robert Christgau je o albumu dejal, da je »zafrustriran«.

## Seznam skladb
| Stran A         | Stran A                       | Stran A                          | Stran A |
| Št.             | Naslov                        | Pisec                            | Dolžina |
| --------------- | ----------------------------- | -------------------------------- | ------- |
| 1.              | „The Chosen Hour‟             | Carlos Santana                   | 0:36    |
| 2.              | „Arise Awake‟                 | Santana                          | 2:05    |
| 3.              | „Light Versus Darkness‟       | Santana                          | 0:48    |
| 4.              | „Jim Jeannie‟                 | Chico Hamilton                   | 3:30    |
| 5.              | „Transformation Day‟          | Alan Hovhaness, Santana          | 3:45    |
| 6.              | „Victory‟                     | Santana                          | 1:10    |
| 7.              | „Silver Dreams Golden Smiles‟ | Tom Coster, Santana, Greg Walker | 4:09    |
| 8.              | „Cry of the Wilderness‟       | Santana                          | 3:11    |
| 9.              | „Guru's Song‟                 | Santana                          | 3:06    |
| Skupna dolžina: | Skupna dolžina:               | Skupna dolžina:                  | 22:15   |

| Stran B         | Stran B                         | Stran B               | Stran B |
| Št.             | Naslov                          | Pisec                 | Dolžina |
| --------------- | ------------------------------- | --------------------- | ------- |
| 1.              | „Oneness‟                       | Santana               | 6:21    |
| 2.              | „Life Is Just a Passing Parade‟ | Santana               | 5:15    |
| 3.              | „Golden Dawn‟                   | Santana               | 2:17    |
| 4.              | „Free as the Morning Sun‟       | Santana               | 3:16    |
| 5.              | „I Am Free‟                     | Šri Činmoj, Santana   | 1:27    |
| 6.              | „Song for Devadip‟              | Narada Michael Walden | 5:03    |
| Skupna dolžina: | Skupna dolžina:                 | Skupna dolžina:       | 23:37   |

## Glasbeniki
- Greg Walker – vokali (A1, B2, B4)
- Urmila Santana – vokali (track B5)
- Carlos Santana – kitara, vokali
- Chris Solberg – kitara (B2), Hammond orgle, vokali (A5, B2)
- Saunders King – kitara, vokali (A7)
- Tom Coster – klaviature, vokali
- Narada Michael Walden – klavir, Hammond orgle (A9, B6)
- Bob Levy – godala, sintetizator (A6)
- Chris Rhyne – klaviature (B2)
- David Margen – bas
- Graham Lear – bobni
- Pete Escovedo – timbales (A6)
- Armando Peraza – tolkala, vokali
- Clare Fischer – godalni aranžmaji, dirigent, klavir (A7, B5)